# Маракана
Маракана (порт. Maracanã; службено име је: стадион новинара Марио Фиља (порт. Estádio Jornalista Mário Filho) је фудбалски стадион у Рио де Жанеиру, Бразил. Стадион је своје неслужбено име Маракана, добио по истоименој четврти у којој се налази, иначе реч маракана представља врсту папагаја из северног Бразила. Домаћи је стадион за два од четири највећа бразилска фудбалска клуба у Рију: Фламенго и Флуминенсе.
Стадион је саграђен за светско првенство у фудбалу, које је одржано у Бразилу 1950. године, са првобитним капацитетом од 200.000. Стадион је 26 пута имао 150 хиљада гледалаца или више, последњи пут 29. маја 1983. када је 155,253 гледалаца присуствовало утакмици Фламенга и Сантоса. Капацитет је увелико смањен када су се поставила сва седећа места 90-их година 20. века. Последња велика реконструкција урађена је 2013. за потребе светског првенства 2014, када је капацитет смањен на тренутних 78.838 седећих места, ипак је Маракана и даље највећи стадион у Бразилу. На овом је стадиону Пеле, 1971. године, одиграо последњу утакмицу за репрезентацију Бразила против репрезентације Југославије.
Укупан број посетилаца последње (и заиста одлучујуће утакмице, али не и последње) утакмице Светског првенства 1950. био је 199.854, што га је по капацитету учинило највећим светским стадионом када је свечано отворен. После обнове 2010–2013, обновљени стадион тренутно прима 78.838 гледалаца, што га чини највећим стадионом у Бразилу и другим у Јужној Америци након Естадио Монументала у Перуу. Било је то главно место Панамеричких игара 2007. године, где је био домаћин фудбалског турнира и церемонија отварања и затварања. Маракана је делимично обновљена у припреми за Фифин куп конфедерација 2013. и Светски куп 2014, за које је била домаћин неколико мечева, укључујући и финале. Такође је служио као место церемоније отварања и затварања Летњих олимпијских игара 2016. и Параолимпијских игара 2016. године, уз главне догађаје у атлетици који су се одржавали на Естадио Олимпику.
Корисници стадиона су значајнији клубови из Рио де Жанеира, попут Фламенга и Флуминенсеа. Такође су на њему одржани бројни концерти и спортски догађаји. Тренутни капацитет Маракане износи 76.935 седишта. За време Светског првенства 1950, био је највећи стадион на свету, са 199.854 гледалаца на завршној утакмици првенства између Бразила и Уругваја.

## Име
Стадион је добио име 1966. године у част недавно преминулог Марија Филха, пернамбуканског спортског новинара, брата Нелсона Родригеза, који је снажно подржавао изградњу Маракане.
Популарно име стадиона изведено је из реке Маракана, чија се тачка порекла налази у брдима прекривеним џунглом на западу, прелазећи различите бајросе (четврти) Зоне Норте (Северне зоне) Рија, попут Тихуке и Сао Кристовао, дренажним канал са косим странама изграђеним од бетона. По уливању у Канал до Мангуе, улива се у залив Гванабара. Назив „Маракана“ потиче од аутохтоне тупијскогваранске речи за врсту папагаја која је насељавала регион. Изградња стадиона се одвила пре формирања касније четврти Маракана, која је некада била део Тихуке.
Стадион Црвене звезде у Београду, популарно се назива Маракана у част бразилског стадиона.
У марту 2021, законодавне власти државе Рио де Жанеиро изгласао је промену имена места у Едсон Арантес до Наскименто - стадион Реја Пелеа. Едсон Арантес до Наскименто је пуно име 80-годишњака, док Реј на португалском значи краљ. Гувернер државе Рио де Жанеиро мора да одобри промену имена пре него што постане службено.

## Историја
Након што је Бразил најављен као домаћин СП-а 1950, одлучено да ће се градити нови стадион у Маракани, што је довело до много бојкота и критика због трошка и локације за градњу стадиона. Међутим, пројекат је наставио с радом највише захваљујући подршци новинара Марија Филха, тако да је градња почела 2. августа 1948, са великим бројем радника. Чак је седам архитеката унајмљено за градњу. Иако је употребљен на Светском ногометном првенству, за што је и примарно саграђен, читав је стадион заправо довршен 1965. године.
Отварање стадиона озваничено је утакмицом између тимова из Рио де Жанеира и Сао Паула, 16. јуна 1950. Легендарни Диди је постигао први погодак на стадиону, и то за Рио. Иако недовршено, сматрало се да може да прими до 200.000 гледалаца, па је ФИФА дозволила да се првенство игра на њему. Прва утакмица Светског купа одиграна је на Маракани, Бразил са Мексико; као и финална утакмица првенства, она коју је домаћин Уругвај, где су гости победили и освојили Светски куп. Званичне цифре наводе да је посећеност било 199.854 гледалаца, али незванично тврде да је на стадиону било око 210.000 гледалаца..
Након Светског првенства, Маракана се углавном користила за клупске утакмице највећих клубова из Рио де Жанеира, а то су Ботафого, Фламенго, Флуминенсе и Васко де Гама. Такође, сваке године угошћава финале Бразилског купа. У септембру 1966, kada je preminuo istaknuti novinar i спортski радник Mаrio Rodrigues Filho, odlučeno je da stadion dobije ime po njemu, koje stoji do danas, iako je uvek ostao nadimak Maracanã. Године 1992, једна од горњих трибина стадиона се урушила, што је довело до смрти три особе и још 50 озлеђених. Након тога је одлучено да ће стадион имати само седећа места, што је увелико умањило капацитет. Након вишеструких реновирања од 2000. године па надаље, Маракана је поновно отворена у јануару 2007. са капацитетом од 82 238.

## Обнова стадиона
Маракана је један од стадиона који су угостили Светско фудбалско првенство 2014, и била је стадион финала првенства, тако да је постала једини стадион осим Астека у Мексику који је био домаћин два финала Светског првенства. Такође је 2016. године постао шести стадион домаћин и Светског првенства и стадион отварања/затварања Олимпијских игара, након старог Вемблија у Лондону, Олимпијског статиона у Паризу, Стадиона Олимпикоа у Риму, Олимпијског стадиона у Минхену, Олимпијског стадиона у Берлину, иако су ти стадиони угостили и атлетска такмичења.
Радило се на реконструкцијском процесу за Светско првенство 2014, који укључује проширење крова да покрије све седеће позиције на стадиону, а седишта ће бити враћена у јединствену сиву боју. Два спрата трибина би требала да остану као досад, само са луксузнијим седалима. Фотоанимација реконструкције стадиона доступна је на службеној беб страници Фифе.

## Познати догађаји
Осим фудбалских сусрета, Маракана је угостила и остале спортске утакмице, као и бројне музичке и културне догађаје.
Остали спортови
- Неколико одбојкашких сусрета између репрезентација Бразила и Совјетског Савеза између 1980. и 1983.
- Церемоније отварања и затварања Панамеричких игара 2007.[14][15]
- Церемоније отварања и затварања Олимпијских игара и Параолимпијских игара 2016..

Koncerti
- Френк Синатра, 1980. за 30 годишњицу отварања стадиона
- Тина Тарнер 1988. и Пол Макартни 1990. су срушили светске рекорде свирајући концерте пред више од 180 000 гледатеља.
- Године 1991, одржан је Рок у Рију, где су наступали Принс, Ганс ен’ роузиз, Џорџ Мајкл, INXS, а-ха и
- Ролингстонси су 1995. одржали два концерта на Маракани
- Стинг и Мадона једини су наступали два пута на Маракани, обоје у две различите пригоде
- РБД група која на њему снимила свој трећи ДВД снимљен уживо (Live in Rio) пред више од 87 хиљада гледалаца и верних фанова, 8. октобра 2006. године, који је продан у више од 5 милиона копија широм света
- остали бројни бразилски и светски музичари

Разно
- Папа Јован Павле II славио је мисе на стадиону
- Маракана се накратко појављује у филму Рио, у продукцији Фокс анимације